# Pressenza
Pressenza International Press Agency ist eine internationale Nachrichtenagentur, die sich den Themen Frieden, Gewaltlosigkeit, Nichtdiskriminierung und Menschenrechte widmet. Sie veröffentlicht Nachrichten über ihre Website, ihre App sowie über Social-Media-Kanäle (Facebook, Instagram, Twitter) und Videokanäle wie YouTube und PeerTube.

## Geschichte
Gegründet wurde Pressenza am 15. November 2008 anlässlich eines Symposiums des World Centre for Humanist Studies in Punta de Vacas (Argentinien), um über den Weltmarsch für Frieden und Gewaltlosigkeit zu berichten, der im folgenden Jahr stattfand. Ihren Namen und ihre erste Rechtsform erhielt die Agentur von einem Pressebüro in Mailand. Die erste Meldung wurde am 6. Januar 2009 in portugiesischer Sprache veröffentlicht. Ursprünglich erschienen die täglichen Meldungen in fünf Sprachen (Englisch, Französisch, Spanisch, Italienisch und Portugiesisch); im Laufe der Zeit kamen Ausgaben in Griechisch, Deutsch, Katalanisch und Türkisch hinzu. Pressenza ist internationales Mitglied von ICAN.

## Organisation
Die Agentur besteht ausschließlich aus Freiwilligen, die ihre Tätigkeit unentgeltlich ausüben. Sie ist seit 2014 in Ecuador durch das Ministerium für Kommunikation rechtlich anerkannt. Sie ist in Redaktionen in den jeweiligen Landessprachen organisiert; die verschiedenen Ausgaben greifen auf ein Netz von Übersetzern zurück, die ebenfalls ehrenamtlich tätig sind und die Meldungen in die anderen Sprachen übersetzen. Die Agentur arbeitet mit rund 300 Medienpartnern (Presseagenturen, Online-Medien, TV-Sendern und Fachmedien) auf vier Kontinenten zusammen, darunter eine Reihe nationaler Presseagenturen (Deutsche Welle, ABI/Bolivien, Dire/Italien), Fernsehsender (Russia Today, HispanTV), Fachmedien (PeaceLink, Nonviolent Action, Unimondo) und Zeitungen (L’Avanti on-line, El Ciudadano).

## Auszeichnung
Im Jahr 2016 erhielt Pressenza den FlipNews Italy Human Rights Award. 2020 wurde Pressenza von GoVolonteer das Siegel für „Ausgezeichnetes Engagement“ verliehen.